# Monumento ai caduti (Brusimpiano)
Il Monumento ai Caduti di Brusimpiano è un monumento pubblico situato a Brusimpiano (Varese).

## Storia
Il monumento, dedicato alla memoria dei caduti durante la Grande Guerra, è stato realizzato dallo scultore Dante Parini, è situato in Via Giuseppe Garibaldi a Brusimpiano, in provincia di Varese, in una Piazza all'interno di un giardino che si affaccia sul lago.
La "lirica" scultura monumentale rappresenta una elegante figura femminile (la Vittoria) con  le braccia rivolte al cielo, realizzata in rame, poggia su una base di pietra. Parini mantiene la sua forza con eleganza e semplicità tramite una composizione di pochi elementi che si inseriscono bene nell'ambiente anche per cromie e materiali ma mantenendo la solennità.